# Barna da Siena

Cristo llevando la cruz.

Barna da Siena, también conocido como Barna di Siena, fue un pintor sienés activo de 1330 a 1350. Aprendió el oficio de Simone Martini. Barna realizó los frescos que representan la vida de Jesús en la Colegiata de San Gimignano y el Cristo llevando la cruz de la Frick Collection de Nueva York. Murió por una caída de andamio. Las figuras de Barna son más dramáticas y vigorosas que cualquier otra en la pintura sienesa anterior.